# 청소부 (드라마)
《청소부》는 1986년 10월 26일에 MBC TV에서 방영되었던 베스트셀러극장이다.

## 줄거리
술집에서 작부로 일하던 유화(김도연)는 매일 과음하면서 절제없이 생활한 탓에 건강이 나빠져 결국 병원에서 위암 진단을 받는다. 그러나 유화는 너무나 절망에 빠진 나머지 오히려 별 감정을 느끼지 못한다. 유화의 걱정거리는 두 가지, 누가 자신의 장례를 치러줄 수 있는가와 자신이 일하는 술집에서 이 사실을 알아차리는 것 아닌가 하는 것이다. 병원에서 나와 술집으로 돌아오던 유화는 외등 아래 죽은듯 웅크리고 있던 한 남자(이원용)의 모습을 보게 되는데...

## 출연
- 김도연
- 이원용
- 박원숙
- 추석양
- 정한헌
- 허기호
- 나성균
- 김명희
- 김혜정
- 박광영
- 한송이
- 박순애
- 차윤회
- 박윤배
- 박용팔
- 이순화
- 윤철형
- 서평석
- 박용호
- 강성환